# Носальский, Андриан Андреевич
Андриан Андреевич Носальский (род. 1910 — ?) — украинский советский деятель, 2-й секретарь Харьковского обкома КПУ, заместитель председателя Харьковского облисполкома. Герой Социалистического труда (1948). Член Ревизионной Комиссии КП(б)У в 1949—1952 г.

## Биография
Член ВКП(б) с 1939 года.
Находился на партийной работе в Харьковской области.
С середины 40-х годов — 1-й секретарь Богодуховского районного комитета КП(б)У Харьковской области.
В январе 1949—1950 г. — 2-й секретарь Харьковского областного комитета КП(б)У.
В 50-х — начале 60-х годов — заместитель председателя исполнительного комитета Харьковского областного совета депутатов трудящихся.

## Награды
- Герой Социалистического Труда (7.05.1948)
- орден Ленина (7.05.1948)
- орден Трудового Красного Знамени (1958)
- ордена
- медали

## Ссылка
- (рус.)Справочник по истории Коммунистической партии и Советского Союза 1898—1991